# (464127) 2014 WG490
(464127) 2014 WG490 es un asteroide perteneciente al cinturón de asteroides, descubierto el 2 de febrero de 2005 por el equipo Spacewatch desde el Observatorio Nacional de Kitt Peak (Arizona, Estados Unidos).